# Frome (stacja kolejowa)
Frome – stacja kolejowa w mieście Frome w hrabstwie Somerset, na linii bocznej do głównej linii Heart of Wessex. W przeszłości była stacją końcową linii Bristol and North Somerset Railway, zamknięta na mocy tzw. Beeching Axe w 1968.

## Ruch pasażerski
Ze stacji korzysta ok. 98 974 pasażerów rocznie (dane za rok 2007). Posiada bezpośrednie połączenia z Bristolem, Bath Spa i Weymouth. Raz dziennie stacja ma połączenie z Londynem i Cardiff. Pociągi odjeżdżają ze stacji w odstępach co najwyżej godzinnych w każdą stronę.

## Obsługa pasażerów
Automat biletowy, kasy biletowe, przystanek autobusowy, postój taksówek. Stacja dysponuje parkingiem samochodowym na 15 miejsc i rowerowym na 8 miejsc.